# Saint-Marcel-du-Périgord
 Saint-Marcel-du-Périgord  (en occitano Sent Marcèl de Perigòrd) es una población y comuna francesa, situada en la región de Aquitania, departamento de Dordoña, en el distrito de Bergerac y cantón de Lalinde.

## Demografía
| 189 | 153 | 134 | 123 | 140 | 141 |
| Para los censos de 1962 a 1999 la población legal corresponde a la población sin duplicidades (Fuente: INSEE [Consultar]) |     |     |     |     |     |